# هنري إل. غاريت الثالث
هنري إل. غاريت الثالث هو محامي وسياسي أمريكي، ولد في 24 يونيو 1939 في واشنطن العاصمة في الولايات المتحدة. نشط حزبياً في الحزب الجمهوري. وقد انتخب وكيل وزارة البحرية ‏.